# M114 (БТР)
M114 (англ. M114 Command and Reconnaissance Carrier) — американський бронетранспортер, розроблений на базі M113, що використовувався в ролі КШМ, бойової розвідувальної машини та перебував на озброєнні механізованих військ армії США. Бойова машина розроблялася підрозділом Cadillac компанії General Motors на початку 1960-х років як швидкий розвідувальний бронеавтомобіль, що мав діяти разом з бронетранспортером M113. За розміром вона була трохи менше за БТР, проте на відміну від широковідомого M113 не проявила високих якостей під час бойових дій у В'єтнамі, тому вже на початку 1970-х її практично припинили використовувати в бою, замінивши на легкий розвідувальний танк M551 Sheridan.
Бронетранспортери, що лишилися, були передані до Департаментів поліції, як надлишкове майно.